# Adam Cesare
gros paf